# Ammotrechesta
Genre
Ammotrechesta est un genre de solifuges de la famille des Ammotrechidae.

## Distribution
Les espèces de ce genre se rencontrent au Costa Rica, au Nicaragua, au Honduras, au Guatemala et au Mexique,.

## Liste des espèces
Selon Solifuges of the World (version 1.0) :
- Ammotrechesta brunnea Roewer, 1934
- Ammotrechesta garcetei Armas, 1993
- Ammotrechesta maesi Armas, 1993
- Ammotrechesta schlueteri Roewer, 1934
- Ammotrechesta tuzi Armas, 2000

## Publication originale
- Roewer, 1934 : Solifuga, Palpigrada. Dr. H.G. Bronn's Klassen und Ordnungen des Thier-Reichs, wissenschaftlich dargestellt in Wort und Bild. Akademische Verlagsgesellschaft M. B. H., Leipzig. Fünfter Band: Arthropoda; IV. Abeitlung: Arachnoidea und kleinere ihnen nahegestellte Arthropodengruppen, vol. 4, p. 1-723 (texte intégral).